# Bobby Kerr
Robert "Bobby" Kerr (Enniskillen, Comtat de Fermanagh, Irlanda, 9 de juny de 1882 – Hamilton, Ontario, 12 de maig de 1963) va ser un atleta irlandès de naixement i canadenc d'adopció que va competir a principis del segle xx.
Amb cinc anys la seva família emigrà al Canadà i s'instal·là a Hamilton. Mentre treballava com a bomber, Kerr aprofitava el temps lliure per córrer. Ben aviat va esdevenir el millor velocista regional, i el 1904 va dedicar tots estalvis per prendre part en els Jocs de Saint Louis, on va disputar tres proves del programa d'atletisme, els 60, 100 i 200 metres. En totes tres proves quedà eliminat en les sèries.
Quatre anys més tard va prendre part en els Jocs Olímpics de Londres, on disputà dues proves del programa d'atletisme: els 100 metres, que en què guanyà la medalla de bronze rere Reggie Walker i James Rector, i els 200 metres, en què guanyà la medalla d'or.
Durant la Primera Guerra Mundial Kerr fou oficial al 205è (Tiger) Battalion, CEF, també conegut com a Batalló dels Esportistes perquè molts dels seus membres eren destacats atletes. En dissoldre's aquesta unitat fou transferit al Batalló 164è (Halton and Dufferin), CEF i finalment fou assignat al 1r Batalló de Tancs CEF.
En finalitzar la seva carrera de velocista continuà vinculat al món de l'esport com a entrenador d'atlestisme i futbol a Hamilton, i fou un oficial als Jocs de 1928 i 1932. El 1930 va ajudar en l'organització dels primers Jocs de la Commonwealth a Hamilton.
Morí a Hamilton amb 80 anys.